# Леденёв, Пётр Петрович
Пётр Петрович Леденёв (1916—1986) — Герой Советского Союза (1944), командир батареи 911-го артиллерийского полка 340-й Сумско-Киевской Краснознамённой стрелковой дивизии 38-й армии Воронежского фронта, старший лейтенант.

## Биография
Родился 5 декабря 1916 года в п. Сулин, с 1926 г. — город Красный Сулин Ростовской области, в семье рабочего. Русский. Окончил 8 классов средней школы № 1 и школу ФЗУ. С 1934 года работал бригадиром вальцовщиков стана «250» прокатного цеха Красносулинского металлургического завода.
В РККА с 3 мая 1937 года. Окончил полковую школу механиком-водителем танка. Участник освободительного похода советских войск в Западную Украину 1939 года и советско-финляндской войны 1939—1940 годов. Член ВКП(б) с 1942 года.
С июля 1941 года — курсант 1-го Ростовского артиллерийского училища ПТА. С 8 октября 1941 года — участник Великой Отечественной войны в составе 3-го сводного курсантского полка при обороне г. Ростова-на-Дону. В мае 1942 года завершил 6-ти месячный курс обучения в РАУ-1 и был направлен на должность заместителя командира батареи 911-го артиллерийского полка 340-й стрелковой дивизии 38-й армии.
Сражался на Южном, Брянском, Воронежском и 1-м Украинском фронтах. Был трижды ранен. 20 августа 1942 года награждён орденом « Красного Знамени» (Брянский фронт).
Командир батареи старший лейтенант Пётр Петрович Леденёв отличился при форсировании Днепра 29-30 сентября 1943 года на левом берегу реки отважный артиллерист поставил орудия батареи на прямую наводку и огнём поддержал форсирование реки штурмовой группой дивизии в районе села Борки (Вышгородский район Киевской области Украины), затем переправил батарею на правый берег, участвовал в отражении 6 контратак противника.
Указом Президиума Верховного Совета СССР «О присвоении звания Героя Советского Союза генералам, офицерскому, сержантскому и рядовому составу Красной Армии» от 10 января 1944 года за «образцовое выполнение боевых заданий командования на фронте борьбы с немецко-фашистскими захватчиками и проявленные при этом отвагу и геройство» удостоен звания Героя Советского Союза с вручением ордена Ленина (№ 13669) и медали «Золотая Звезда» (№ 2394).
19 мая 1944 года приказом командира 106-го стрелкового корпуса был награждён орденом Отечественной войны 1-й степени.
В июле 1944 года был тяжело ранен. 4 ноября 1944 года вышел в запас в звании капитан, позже в отставке.
С 1945 года жил в городе Ахтырка Сумской области Украинской ССР(ныне Республика Украина). Работал заведующим отделом райкома ВКП(б). Из-за ранений ему пришлось оставить работу. После длительного лечения трудился на одном из предприятий города.
С 1961 года находился на пенсии. Принимал активное участие в общественной жизни города.
Умер 24 сентября 1986 года.

## Награды
- Награждён орденом Красного Знамени, 2-мя орденами Отечественной войны 1-й степени, медалями.

## Память
- В экспозициях краеведческих музеев — Сумского областного и Ахтырского районного — есть материалы, повествующие о боевом пути Героя.
- На Аллее Героев в г. Красный Сулин, установлен его барельеф.
- На фасаде здания Гимназии № 1 (ранее СШ № 1) г. Красный Сулин, установлена мемориальная доска Леденёву П. П., в числе 5-ти Героев Советского Союза, учившихся в средней школе.
- В г. Ахтырка Сумской области (Украина) на Аллее Героев установлен бюст капитану П. П. Леденёву.